# Кошачья лапа (узел)
Коша́чья ла́па (от англ. cat’s paw hitch) — временный крепёжный узел, который идёт в дело при погрузочных работах, когда концы строп нужно прикрепить к гаку с таким расчётом, чтобы выбрать избыточную длину. Ключевым достоинством узла является равномерное распределение нагрузки на наиболее напряжённом участке стропы. Узел назван из-за сходства с лапой кошки. Русское название калькировано из английского языка (cat’s paw).
Рекомендован к использованию на скользком материале. Не затягивается в трудно развязываемый узел и легко развязывается после снятия с гака. Является единственным узлом, особо предназначенным для подъёма тяжёлого груза.
Зачастую узел по ошибке путают с отдельным узлом racking hitch, похожим по виду, но завязываемым иначе. Если узел «кошачья лапа» (cat’s paw hitch) основан на глухой петле, то в основе racking hitch лежит выбленочный узел.

## Способ завязывания
1. Завязать стропом глухую петлю.
2. Сделать образовавшимися петлями несколько (не менее трёх) необходимых оборотов в противоположные стороны.
3. Накинуть полученные петли на гак.

Ошибки при завязывании
Если петли стропы закручивают в одну и ту же сторону, то образуется отдельный узел со сходными характеристиками и применением.